# Grundtvigs Højskole Frederiksborg
Grundtvigs Højskole Frederiksborg er en bred, almen folkehøjskole beliggende i Hillerød og er Sjællands ældste højskole med plads til 120 elever. Højskolen opstod i 1937, da Grundtvigs Højskole (grundlagt 1856) overtog Frederiksborg Højskole (grundlagt 1895).
Grundtvigs Højskole tilbyder lange kurser på 5 og 4 måneder primært for unge mellem 18 og 27 år. Højskolen udbyder et bredt udvalg af fag indenfor politik, journalistik, foto, film, podcast, udekøkken, bevægelse, teater, musik, kunst, filosofi, kunst og design og litteratur. Eleverne kan frit vælge fag og derved sammensætte deres egen linje.
Om sommeren er der forskellige korte kurser af en uges varighed, heriblandt foto-, male-, kor-, filosofi- , litteratur- og politikkurser.

## Frederiksborg Højskole
Frederiksborg Højskole blev oprettet i Ullerød vest for Hillerød i 1895 af højskolemanden Holger Begtrup, som også blev skolens første forstander. Højskolen blev i 1937 overtaget af Grundtvigs Højskole og fortsatte fra 1937 under navnet Grundtvigs Højskole Frederiksborg.

## Forstandere
Denne liste er ufuldstændig; hjælp gerne med at udfylde den.
- 1895-1925: Holger Begtrup
- 1925-1937: Frederik L. Begtrup
- 1937-1951: C.P.O. Christiansen[1]
- 1951-1974: Søren Haugstrup Jensen[2]
- 1974-1985: Svend-Erik Bjerre[3]
- 1985-1992: Ole Jensen
- 1992-2006: Erling Christiansen
- 2006-2025: Jakob Mejlhede Nielsen[4]
- 2025-: Tobias Bornakke Bramsen